# Somos familia
Somos familia es una telenovela argentina coproducida por L.C. Acción Producciones y Telefe. La misma se estrenó el 6 de enero de 2014. Fue protagonizada por Gustavo Bermúdez y Ana María Orozco. Coprotagonizada por Fabián Vena, Natalia Lobo, Maxi Ghione, Tomás Fonzi, Mónica Cabrera, Eva De Dominici y Maite Lanata. Antagonizada por Betina O'Connell. También, contó con las actuaciones especiales de Pablo Alarcón y las primeras actrices Nora Cárpena y Graciela Pal. Y la participación del actor chileno Augusto Schuster. El programa fue ganador del Premio FUND TV 2014 como Mejor ficción diaria.

## Sinopsis
Somos familia es la historia de Joaquín (Gustavo Bermúdez) y Manuela (Ana María Orozco), dos personas que el destino une para hacerse cargo de cuatro hermanos huérfanos. Joaquín es un soltero codiciado, famoso excorredor de motos, actual empresario y dueño de una fábrica de motos. Manuela, una periodista gráfica ocupada en temas de la mujer con un pasado doloroso que la llevó a dar en adopción a su hija, a quién dio a luz a los 15 años.

## Elenco y personajes
- Gustavo Bermúdez[3] como Joaquín Navarro
- Ana María Orozco como Manuela Paz / Ramona
- Eva De Dominici como Pilar Miranda / Pilar González Ferri Paz
- Maite Lanata como Malena Miranda
- Augusto Schuster como Juan Ignacio Miranda
- Graciela Pal como Azucena Lobos
- Fabián Vena como Pablo Navarro
- Natalia Lobo como Flavia Carlucci
- Maxi Ghione como Francisco Morales
- Betina O'Connell como Irene Lamas
- Tomás Fonzi como Pedro Mancini
- Pablo Alarcón como Gregorio Paz
- Mónica Cabrera como Ramona Insaurralde
- Martín Campilongo como Armando Flores
- Nicolás Furtado como Máximo Morales Carlucci
- Gabriela Sari como Agustina Graciani
- Olivia Viggiano como Camila Galván Carlucci
- Fabián Mazzei como Andrés Saldívar
- Adriana Salonia como Mabel González
- Christian Sancho como Santiago González Ferri
- Silvina Bosco como Margarita Miranda
- Nora Cárpena como Beatriz Blasco
- Gabo Correa como Sergio Miranda
- Fabio Di Tomaso como Germán Colombo
- Ivo Cutzarida como Fabián Galván
- Florencia Ortiz como Benigna Miranda
- Thelma Fardín como Mara Aleví
- Franco Pucci como Pablo Navarro
- Jorge Martínez como Isidro Navarro
- Gustavo Guillén como Gustavo Varela
- Valentin Villafañe como Tomás
- Luciana González Costa como Lola
- Mimí Ardú como Elsa
- Gastón Grande como Luciano
- Eliana González como Verónica
- Tony Lestingi como el Padre Beto
- Micaela Wasserman como Delfina Miranda
- Paula Morales como Julieta Paz
- Barbie Vélez como Olivia Navarro González
- Stéfano De Gregorio como Miguel Insaurralde
- Sabrina Rojas como Julia Hernández
- Jorge Noya como Mario Angeletti
- Justina Bustos como Soledad Varela
- Hernán ''Curly'' Jiménez como Alexis
- Giselle Bonaffino como Macarena
- Florencia Caro como Sonia
- Nicolás Doyle como Ricardo
- Guido Pennelli como Gasparini
- Gustavo De Filpo

## Premios y nominaciones

### Premios Fund TV
| Premio               | Categoría      | Nominados     | Resultado |
| -------------------- | -------------- | ------------- | --------- |
| Premios Fund TV 2014 | Ficción diaria | Somos Familia | Ganador   |

### Premios Kids Choice Awards Argentina 2014
| Año  | Premiación                   | Categoría        | Actor           | Programa      | Resultado |
| ---- | ---------------------------- | ---------------- | --------------- | ------------- | --------- |
| 2014 | Kids Choice Awards Argentina | Actor de reparto | Nicolás Furtado | Somos Familia | Nominado  |